# Gekkan Comic Zero Sum
Gekkan Comic Zero Sum (月刊コミックZERO-SUM Gekkan Komikku Zero Samu?) es una revista de manga dirigida a los lectores demográficos shōjo y josei, publicada por Ichijinsha  lanzada en marzo de 2002. Sus volúmenes suelen contener más de 600 páginas y aborda una variedad de géneros, con mangas conocidos como Saiyuki Gaiden, Amatsuki, 07-Ghost y Loveless. Una versión de edición especial, Comic Zero Sum Zōkan Ward se lanzó en 2003 como una revista trimestral, pero desde el 2008 pasó a publicarse de manera bimestral.

## Series de manga publicados
- #000000 ~ultra black~
- +C Sword and Cornett
- 07-Ghost
- Ada Senki
- Ai Ni Toshi no Sanante
- Absorb Ability
- Amatsuki
- Are you Alice?
- Battle Rabbits
- Dazzle (publicado originalmente en Gangan Comics hasta el 28 de junio de 2002)
- Deemo -prelude-
- Di(e)ce
- Dolls
- Fire Emblem Fates: Crown of Nibelungen
- Gemeinschaft
- Karneval
- Landreaall
- Loveless
- Magical × Miracle
- Makai Ōji
- Otome Game no Hametsu Flag Shika Nai Akuyaku Reijō ni Tensei Shiteshimatta...
- Saiyuki Gaiden
- Saiyuki Reload Blast
- Strange+
- Tenkyuugi - Sephirahnatus
- Tousei Gensou Hakubutsushi
- Vampire Doll: Guilt-Na-Zan
- Weiß Kreuz (transferido a Zero Sum WARD después de la edición de febrero de 2006)
- Xenosaga
- Zion

### Comic Zero Sum Zōkan WARD
- Our Miracle
- Wild Adapter